# فرنتس کرستش-فیشر
فرنس کرستش-فیشر (انگلیسی: Ferenc Keresztes-Fischer; ۱۸ فوریهٔ ۱۸۸۱ – ۳ مارس ۱۹۴۸) سیاست‌مدار اهل مجارستان بود. وی دو مرتبه در ۳ آوریل ۱۹۴۱ و از ۷ مارس ۱۹۴۲ تا ۹ مارس ۱۹۴۲ نخست‌وزیر موقت مجارستان بود.
کرستش-فیشر پس از کودتای فران سلاسی دستگیر شد.
فرنس کرستش-فیشر در ۳ مارس ۱۹۴۸، در سن ۶۷ سالگی در وین پایتخت اتریش درگذشت.